# 封祯
封祯（640年—721年），字全祯，渤海蓨縣（今河北省景縣）人。唐朝银青光禄大夫、行大理少卿、上柱国、渤海县开国子。

## 生平
封祯自永年县尉迁大理评事，调补彭州司兵参军，换并州录事参军。稍迁大理丞。加朝散大夫，迁本寺正，出为齐、汴二州长史，复拜尚书刑部郎中，唐玄宗即位后，擢授御史中丞，与大夫东平人毕构连制，居一年，迁刑部侍郎。加银青光禄大夫，累迁汴括常三州诸军事、三州刺史。入为大理少卿，前后赐勋上柱国、食邑七百户，封渤海县开国子。享年八十二，薨于京师。开元九年岁次辛酉十二月己亥六日庚申，归葬于蓨县之故里。

## 家族
- 曾祖：封询，慕容燕国太尉封孚之孙，北魏太尉封轨之子。官至尚书左丞，济南郡太守。
- 祖父：封嗣道，隋尚书宪部。
- 父亲：封子都，唐楚丘、馆陶等四县令。
- 夫人：博陵崔氏，北周大司徒崔宣猷之曾孙，唐太子内直监崔安都之女。
  - 嗣子：封坚，鄜州司功参军